# Orchelimum laticauda
Orchelimum laticauda är en insektsart som först beskrevs av Ludwig Redtenbacher 1891.  Orchelimum laticauda ingår i släktet Orchelimum och familjen vårtbitare. Inga underarter finns listade i Catalogue of Life.